# 我怕！達令
《我怕！達令》（義大利語：Tutti i colori del buio）是一部1972年鉛黃電影，由瑟吉歐·馬蒂諾執導，愛雲·芬芝、喬治·希爾頓和喬治·瑞高德主演。

## 剧情
一場車禍導致簡流產後，簡的姊妹芭芭拉不顧簡男友理查德的疑慮，建議她去看精神科的伯頓醫生。簡還在承受年幼時目睹母親被謀殺的創傷。這次看病以失敗告終，簡最終向她的新鄰居瑪麗吐露了心聲。
瑪麗建議簡參加瑪麗教派的黑彌撒，虽然她有一些疑慮，但還是照辦了。之後，簡開始做噩梦梦到一個陌生男人，甚至開始在清醒的时候也看到他，讓她越來越無法分辨夢境世界和現實世界。儘管儀式變得更加怪異和性化，簡仍然參加教派的儀式，直至一场儀式導致瑪麗死亡，簡驚恐地逃跑了。陌生男子出現在她面前，並透露她的母親是該教派的一員，而她因想離開而被謀殺。他還告訴她，瑪麗因為帶了一個新人而被殺。簡不顾這些警告，再次試圖躲藏在鄉村逃跑，結果又造成多人死亡。
最終，理查德和警方發現芭芭拉是黑彌撒的幕後黑手。芭芭拉不僅是教派的成員，還想控制母親的遺產。由於擔心簡的安危，理查德殺死了芭芭拉。簡被送往醫院，在醫院裡，簡做了一個噩夢，理查德被教派殺害了，並且罪行被警察掩蓋了，因為警察局的领导也是教派的成員。理查德和简回到家時，兩次遭到與教派有關的人的攻擊，其中第二次是受到教主的攻擊。理查德把他從屋頂上扔了下來，似乎永遠結束了噩夢。

## 演员
- 喬治·希爾頓（英语：George Hilton (actor)） 饰 理查德·斯蒂尔
- 愛雲·芬芝 饰 简·斯蒂尔
- 伊凡·羅斯穆（英语：Ivan Rassimov） 饰 马克·科根
- 喬治·瑞高德（英语：George Rigaud） 饰 伯顿医生
- 苏珊·斯科特（英语：Nieves Navarro） 饰 芭芭拉·哈里森
- 瑪琳娜·瑪爾法蒂（英语：Marina Malfatti） 饰 玛丽·韦尔
- 艾伦·科林斯（英语：Luciano Pigozzi） 饰 弗朗西斯库斯·克莱律师
- 朱利安·烏加特  饰 J·P·麦克布赖恩
- 多米尼克·波舍羅（英语：Dominique Boschero） 饰 简的母亲
- 瑪莉亞·庫馬尼·夸西莫多（英语：Maria Cumani Quasimodo） 饰 年長的鄰居
- 雷納多·基安托尼（英语：Renato Chiantoni） 饰 梅因先生
- 湯姆·費利吉（英语：Tom Felleghy） 饰 史密斯督察

## 发行
《我怕！達令》於1972年2月28日在義大利上映，由Interfilm發行。該片國內票房總計294,470,000義大利里拉。
該片於1973年8月27日在西班牙上映，片名為《Todos los colores de la oscuridad》。

## 评价
AllMovie稱這部電影「令人厭煩」。

### 脚注
1. 1 2 3 4 5 6 7 8 9 10 11  Curti 2017，第77頁.
2. 溫若涵. . BIOS monthly. 2021-07-29  [2023-12-09]. （原始内容存档于2023-12-09）.
3. ↑  Antonio Bruschini. . Granata, 1992. 1992. ISBN 8872480396.
4. ↑  Mikel J. Koven. . Scarecrow Press, 2006. 2 October 2006. ISBN 0810858703.
5. ↑  Firsching, Robert. .   [August 8, 2017]. （原始内容存档于2013-09-22）.
6. ↑  Firsching, Robert. . AllMovie.   [1 August 2012]. （原始内容存档于2013-09-22）.